# Kostel svatého Mikuláše (Tichá)
Kostel svatého Mikuláše se nachází v obci Tichá v okrese Nový Jičín v Moravskoslezském kraji, římskokatolická farnost Tichá, děkanát Nový Jičín, diecéze ostravsko-opavská.

## Historie

### Dřevěný kostel

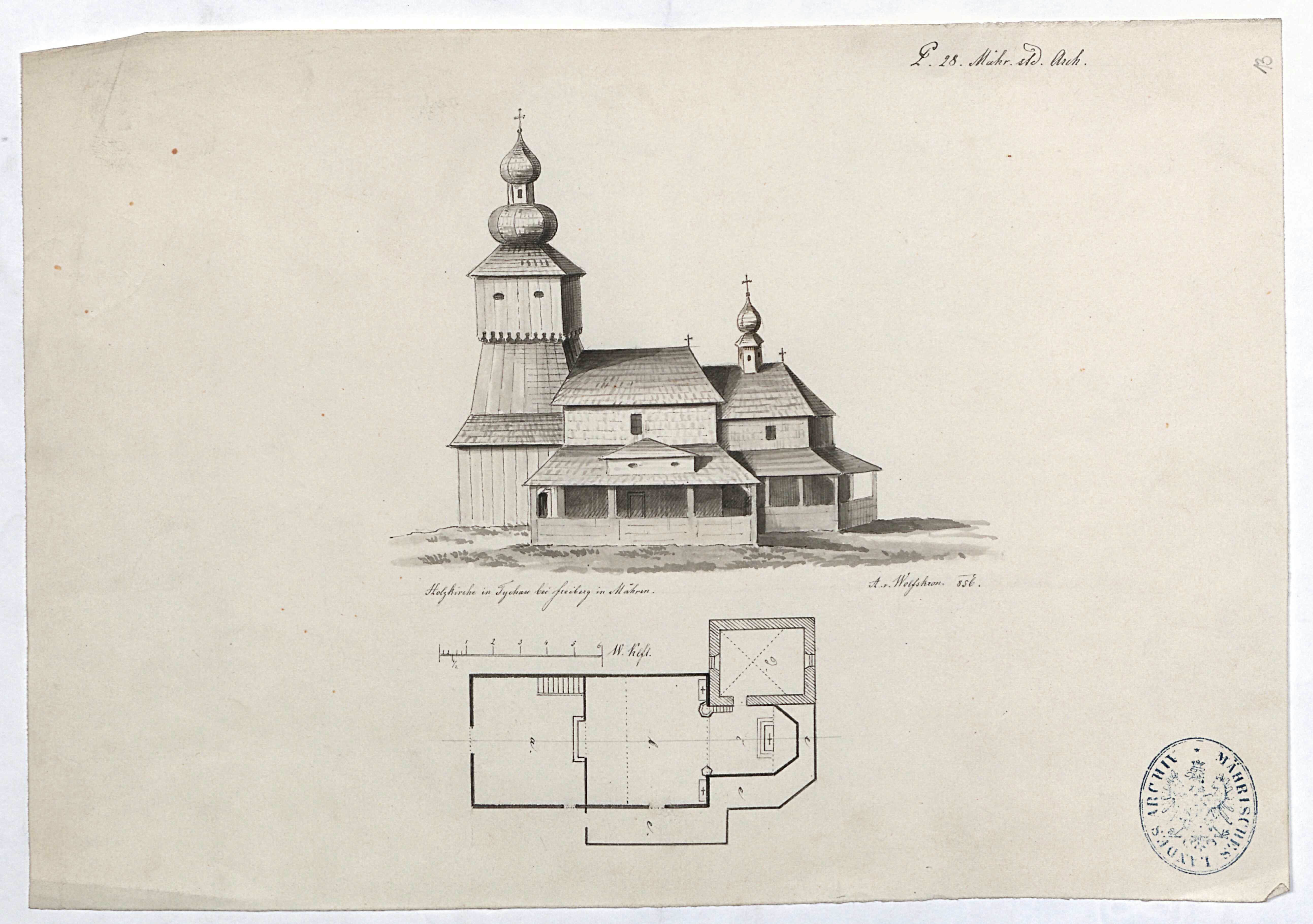
Kresba kostela od Adolfa Wolfskrona z roku 1856

První písemná zmínka pochází z roku 1510. Nejstarší části dřevěného kostela svatého Mikuláše bylo kněžiště z 16. století a pak byla přistavěna obdélná loď. V roce 1662 byla přistavěna dřevěná štenýřová věž na čtvercovém půdorysu, která měla tvar komolého kužele, zakončená hranolovitým zvonovým patrem. Zvonové patro mělo zdobné vyřezávání, bylo deštěné, kryté dvoupatrovou cibulovou bání. Věž a střecha věže byly kryté šindelem. Na severní straně se přimykala zděná sakristie pod kterou byla zaklenutá malá krypta s pohřebními výklenky.
V interiéru byl zdobený kazetový strop, kamenná podlaha a malé varhany. Lavice a předprseň u hlavního oltáře byly zdobené obrazy apoštolů. V kostele byly celkem tři oltáře. V roce 1886 byla provedena nová výmalba a obložení stěn textilním čalouny, později byla výmalba kazetového stropu obnovena.
Dne 14. srpna 1964 za bouře po zásahu bleskem kostel shořel. Ze zbytků materiálu byla na hřbitově postavena dřevěná zvonička. Ohořelé dveře a kamenná nádoba na svěcenou vodu byla umístěna do kostela svaté Kateřiny ve skansenu v Rožnově pod Radhoštěm.

### Rozměry stavby
- celková délka kostela 24 m
- celková šířka kostela 8 m
- vnitřní délka lodi 9 m
- vnitřní šířka lodi 8,2 m
- presbyterium 6,9×5,4 m
- sakristie 5×2,7 m
- podvěží 6×6 m[2]

### Nový kostel
Nový zděný kostel byl postaven na stejném místě na pahorku na levé straně na říčkou Tichávka podle projektu architekta Lubomíra Šlapety. Stavba byla ukončena v roce 1976. V roce 1981 byly pořízeny varhany a v roce 1989 instalována plastika svatého Mikuláše.
Loď kostela je krátká a široká tvarovaná do vějíře, tak aby věřící byli co nejblíže centrálnímu oltáři obraceného k věřícím. Strop je šikmý, zvyšuje se směrem k oltáři a snižuje ke křestní a zpovědní kapli. Z kaple je široký průhled na hlavní oltář. Kruchta je zavěšena na ocelových lanech podél zadní stěny.
Věž, podnož a základy jsou z žulových kvádrů, zdi z masívních cihel, strop a krov kostela z železobetonu. Podbití stropů z jasanových latí. V interiéru je mozaika svatého Mikuláše, okna zdobí vitráže – od výtvarníka Antonína Kloudy (1929–2010). Kostel zasvěcený svatému Mikuláši byl posvěcen 5. prosince 1976 biskupem Josefem Vranou. U kostela stojí kamenný kříž z roku 1770.

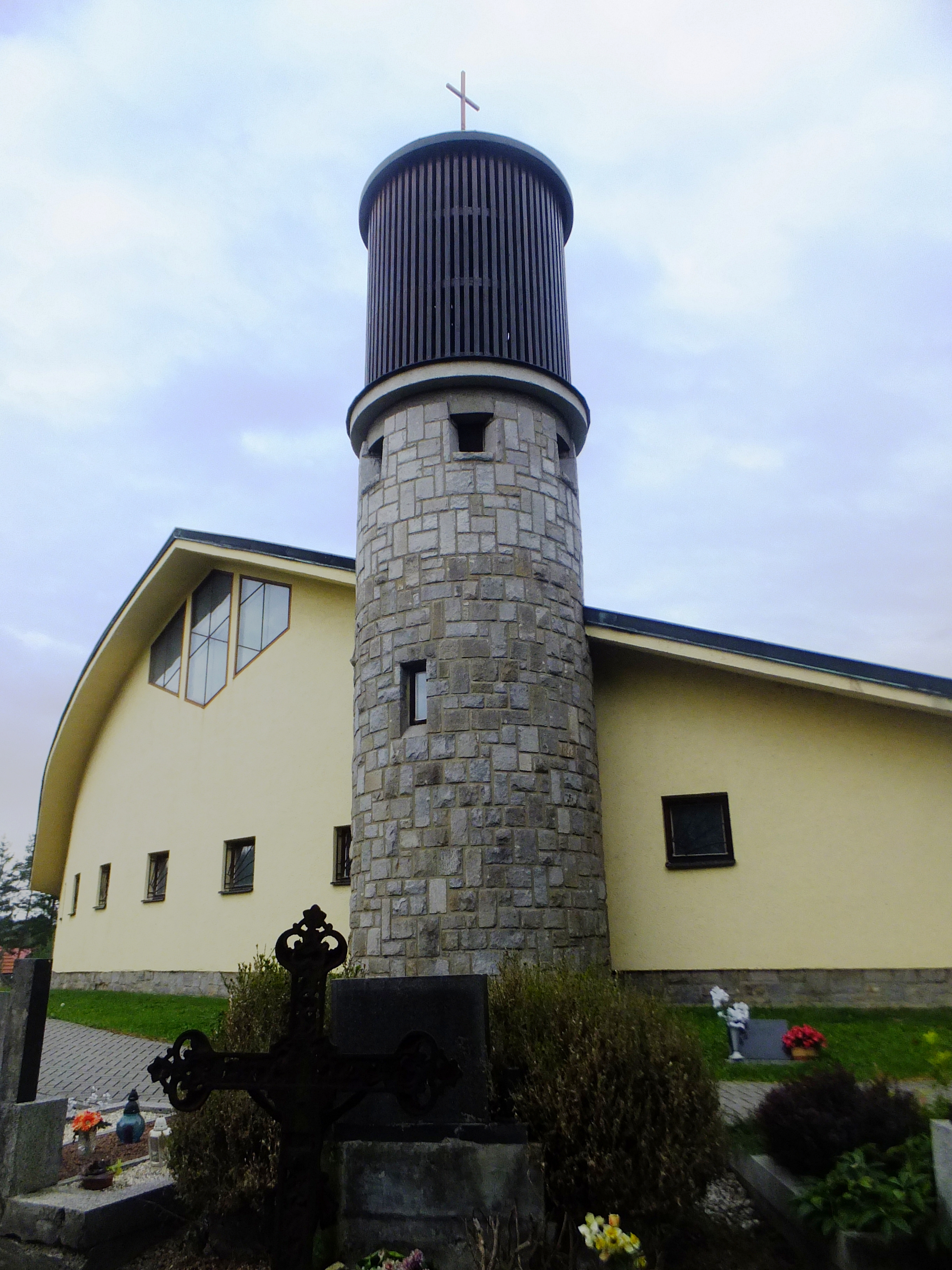
Nový kostel

## Zvony
Ve zvonovém patře byly zavěšeny dva zvony, které byly ulity v roce 1561 v Meziříčí pod Rožnovem. Menší zvon v roce 1861 pukl. V roce 1916 byl zvon sv. Mikuláš a cínové píšťaly varhan rekvírovány pro válečné potřeby. Zvon byl po ukončení první světové války nahrazen novým. V době druhé světové války byly oba rekvírovány. Po ukončení války byl menší zvon nalezen a vrácen do Tiché. V době požáru v roce 1964 zvony se roztavily. V roce 1976 (5. prosince) byl zavěšen zvon Mikuláš.
V roce 2001 byla věž zvýšená na 18 m a zavěšeny k zvonům Maria a Mikuláš nový zvon Cyril a Metoděj.

## Kostel v literatuře a umění
- Jaroslav Seifert, báseň: V tichavském kostele (1955)
- Leoš Janáček, Národní písně moravské v nově nasbírané: popěvek Kolo, č.1872 (1901)
- Ludvík Bortl, kresby, jeho práce jsou muzeu Fojtství v Kopřivnici.